# نبرد باستون
نبرد باستون یک درگیری نظامی بین نیروهای آمریکایی و آلمانی در شهر باستون در بلژیک بود، و بخشی از نبرد آردن بود. هدف حمله آلمان بندر آنتورپ بود. برای رسیدن به آنجا قبل از اینکه متفقین نیروهای هوایی خود را جمع کنند و نیروها را تقویت کنند، تانک‌های آلمانی مجبور شدند جاده‌های شرق بلژیک را تصرف کنند؛ از آنجایی که هر هفت جاده اصلی در ارتفاعات آردن که درختان انبوهی داشتند و به باستون، فقط چند مایل دورتر از از همسایه لوکزامبورگ به هم نزدیک می‌شدند، کنترل آن چهارراه برای حمله آلمان حیاتی بود.
حمله آلمان در ۱۶ دسامبر آغاز شد. اگرچه تعداد هنگ‌های لشکر ۲۸ پیاده (ایالات متحده آمریکا) پیشروی آلمان به سمت باستون را به تأخیر انداخت ولی به واحدهای آمریکایی مانند لشکر ۱۰۱ هوابرد اجازه داد قبل از محاصره شهر توسط نیروهای آلمانی و منزوی کردن آن در ۲۰ دسامبر به باستون برسند. تا ۲۳ دسامبر، آب و هوا مانع تلاش‌های هوایی متفقین برای تأمین مجدد باستون و انجام ماموریت‌های حمله زمینی علیه نیروهای آلمان شد. محاصره در ۲۶ دسامبر، زمانی که نوک نیزه‌ای از لشکر ۴ زرهی و سایر عناصر ارتش سوم زرهی جرج پتن راهرویی را به باستون گشودند، برداشته شد.

## نگارخانه

نقشهٔ حرکت گروهان در نبرد آردن. باستون نزدیک مرکز است.
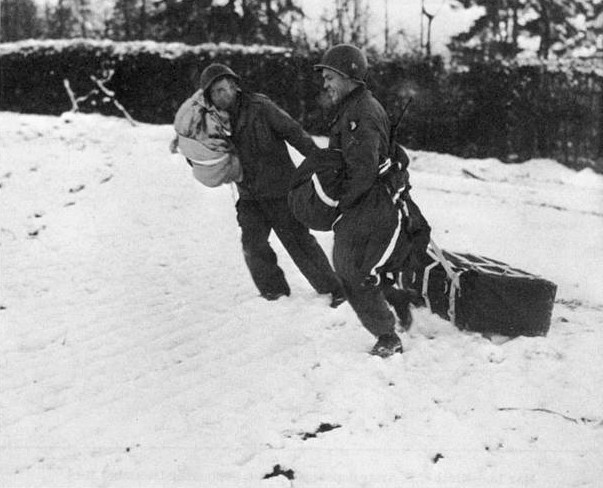
سربازهای لشکر ۱۰۱ هوابرد  در حین نبرد درحال جمع‌آوری منابع ارسال شده از هواپیماها هستند
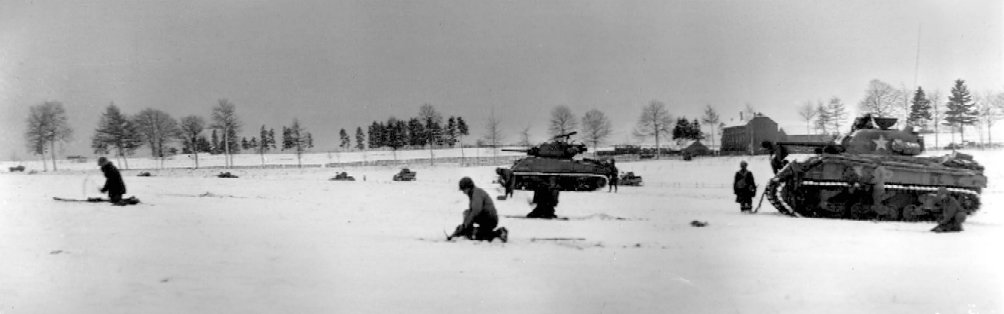
سربازهای لشکر زرهی زمینی ۴۴ و تانک‌های لشکر زرهی ۶ در نزدیکی باستون، ۳۱ دسامبر ۱۹۴۴
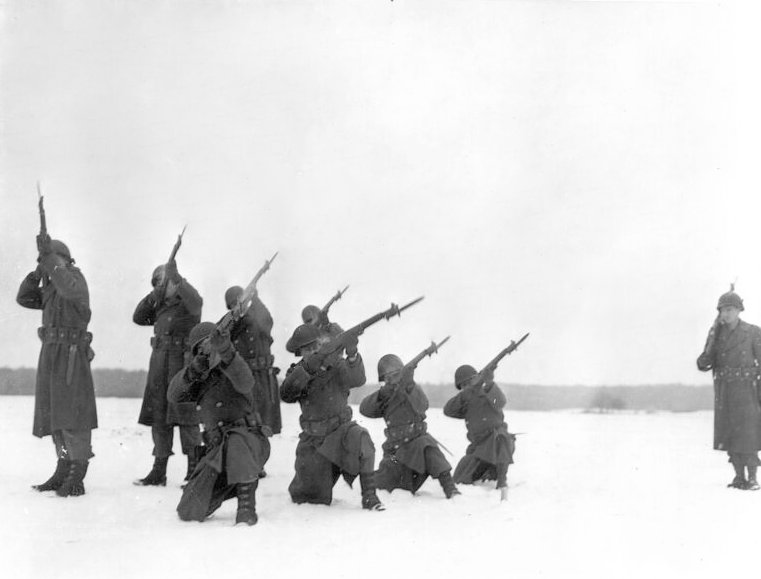
اعضای سی کامپنی، تعمیرات نهم، درحال ساخت یک مراسم گرامیداشت برای کسانی که در حین نبرد کشته شدند، ۲۲ ژانویه ۱۹۴۵
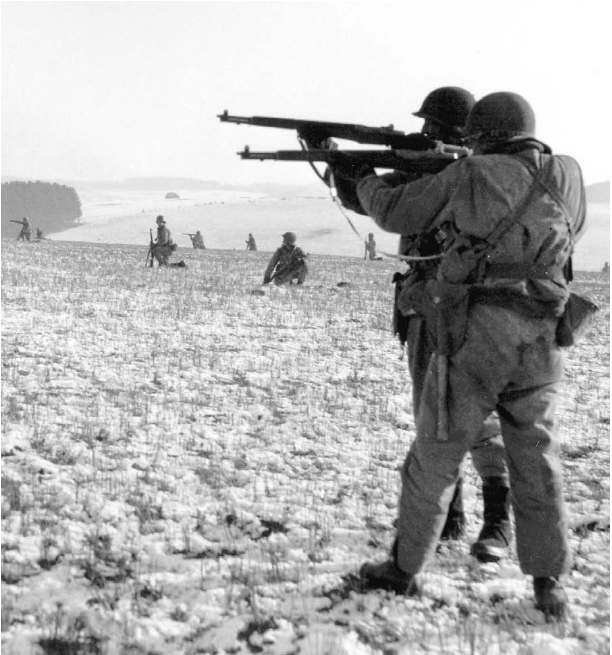
لشکر در نزدیکی باستون، دسامبر ۱۹۴۴.
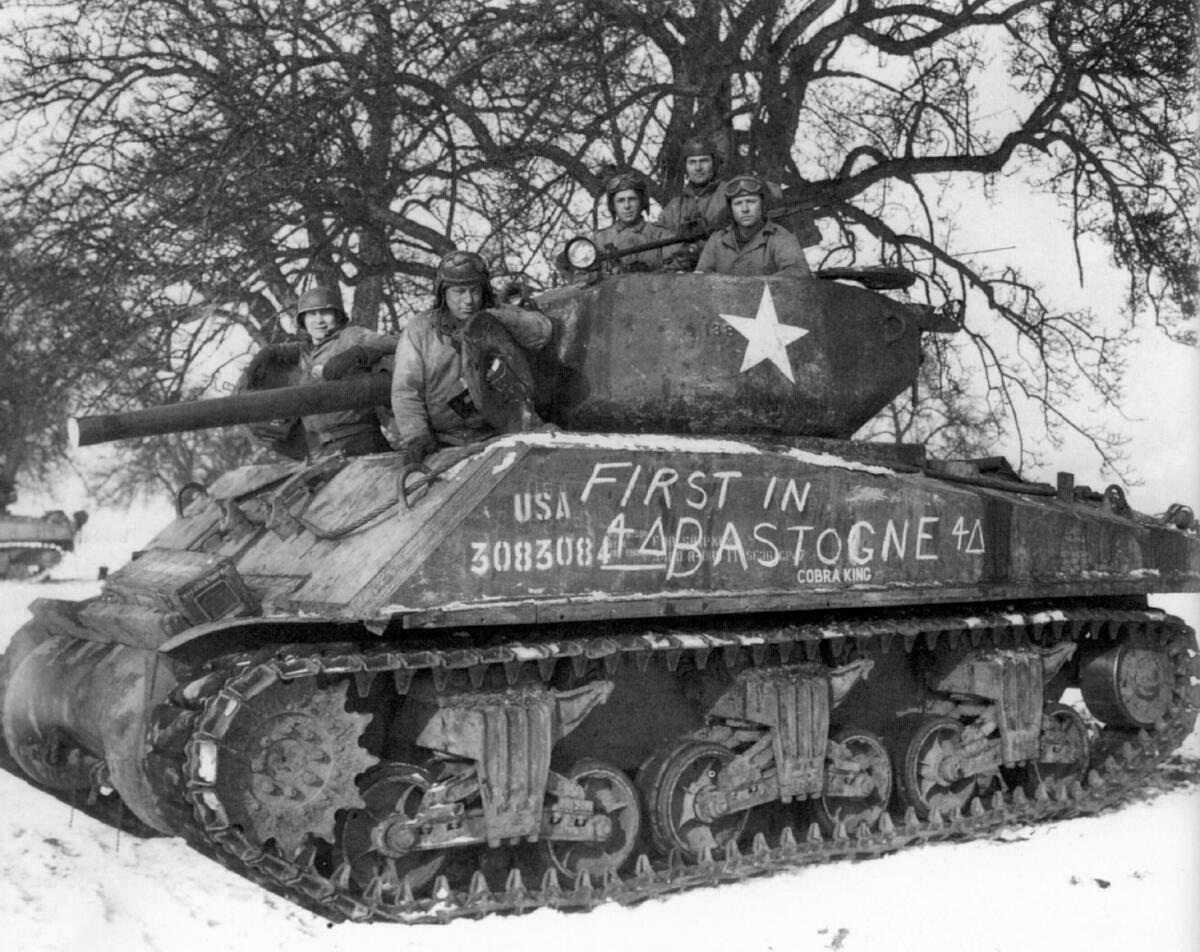
ام۴ شرمن درحال ژست گرفتن برای یک عکس یادگاری